# Vampires Smoke Menthols
Vampires Smoke Menthols (stilizzato VAMPIRES SMOKE MENTHOLS) è un singolo del rapper statunitense Itsoktocry, pubblicato il 23 novembre 2017 da 27club come secondo estratto dall'EP Pastelgore [Act 2. Scene 1].

## Tracce
1. VAMPIRES SMOKE MENTHOLS – 2:03 (testo: Larry – musica: Ghostrage)

## Video musicale
Il 22 gennaio 2018, il canale Youtube "デーモンAstari" pubblica il video musicale ufficiale del brano, diretto e editato da Itsoktocry.